# Camlez
Camlez település Franciaországban, Côtes-d’Armor megyében. Lakosainak száma 832 fő (2022. január 1.). Camlez Coatréven, Kermaria-Sulard, Minihy-Tréguier, Penvénan, Plouguiel, Trélévern és Trévou-Tréguignec községekkel határos.

## Népesség
A település népességének változása:
| Lakosok száma | 646  | 692  | 731  | 766  | 882  | 901  | 888  | 841  | 842  | 832  |
|               | 1968 | 1982 | 1990 | 2006 | 2013 | 2015 | 2017 | 2019 | 2020 | 2022 |